# Christian Gomis
Christian Gomis (Dakar, 1998. augusztus 25. –) szenegáli születésű francia labdarúgó.

## Pályafutása
A Paris Saint-Germain akadémiáján nevelkedett, majd 2017-ben a Pacy Ménilles csapatánál mutatkozott be felnőtt szinten. 2018-ban az alacsonyabb ligás ASD Cordenons csapatát erősítette. A következő években megfordult az ÉF Bastiaés a Paris Saint-Germain B csapatában. 2020. október 3-án a bolgár Lokomotiv Plovdiv csapata szerződtette. Itt alapember volt a csapatának, 59 tétmérkőzésen játszott, két gól és három gólpasszt jegyzett. 2022. június 13-án a Budapest Honvéd jelentette be, hogy három évre szerződtette.

## Sikerei, díjai
- Lokomotiv Plovdiv
  - Bolgár bajnokság ezüstérmese: 2020–21